# Gallieniella mygaloides
Gallieniella mygaloides is een spinnensoort uit de familie Gallieniellidae. De soort komt voor in Madagaskar.